# Potamonautes brincki
Potamonautes brincki is een krabbensoort uit de familie van de Potamonautidae. De wetenschappelijke naam van de soort is voor het eerst geldig gepubliceerd in 1960 door Bott.